# Sekai meisaku gekijō
World Masterpiece Theater (jap. 世界名作劇場 Sekai Meisaku Gekijō) – cykl seriali anime, będących ekranizacjami klasycznych europejskich powieści dla dzieci, zapoczątkowany przez Isao Takahatę i Hayao Miyazakiego. Serię zrealizowała wytwórnia Nippon Animation.
Seria Calpis Comic Theater została wyprodukowana przed Nippon Animation przez studio Mushi Production, a następnie przez Zuiyo Eizo.

## Nazwy
Seria jest znana pod kilkoma nazwami w następujących okresach:
- 1969–1974: Calpis Comic Theater (przed Nippon Animation)
- 1975–1977: Nippon Animation – Calpis Children's Theater
- 1978: Calpis Family Theater
- 1979–1985: World Masterpiece Theater
- 1986–1993: House Foods World Masterpiece Theater
- 1994–1997: World Masterpiece Theater
- 2007–2009: House Foods World Masterpiece Theater

## Calpis Comic Theater
Anime wyprodukowane przed Nippon Animation pod nazwą Calpis Comic Theater (1969-1974) dały początek World Masterpiece Theater.
- 1969: Dororo (produkcja: Mushi Production)
- 1969: Moomin (produkcja: Tokyo Movie Shinsha/Mushi Production)
- 1971: Andersen monogatari (produkcja: Mushi Production)
- 1972: Shin Moomin (produkcja: Mushi Production)
- 1973: Yama Nezumi Rocky Chuck (produkcja: Zuiyo Eizo)
- 1974: Heidi (jap. Arupusu no Shojo Heiji, produkcja: Zuiyo Eizo) – na podstawie powieści Johanny Spyri Heidi

## Oficjalne seriale z cykluWorld Masterpiece Theatre
- 1975: Flanders no inu (jap. フランダースの犬 Furandāsu no inu) – na podstawie powieści Marie Louisy De La Ramée A Dog of Flanders & Other Stories.
- 1976: 3000 leagues in search of mother (jap. Haha wo tazunete sanzenri) – na podstawie noweli Od Apeninów do Andów z powieści Edmonda de Amicisa Serce.
- 1977: Rascal Raccoon (jap. Araiguma Rascal) – na podstawie powieści Sterlinga Northa Rascal, A Memoir of a Better Era.
- 1978: Perrine (jap. Perrine Monogatari) – na podstawie powieści Hectora Malota En Famille.
- 1979: Ania z Zielonego Wzgórza (jap. 赤毛のアン Akage no An) – na podstawie powieści Lucy Maud Montgomery Ania z Zielonego Wzgórza.
- 1980: Przygody Tomka Sawyera (jap. Tom Sawyer no boken) – na podstawie powieści Marka Twaina Przygody Tomka Sawyera.
- 1981: Swiss Family Robinson (jap. Kazoku Robinson hyouryuuki fushigina shima no furoone) – na podstawie powieści Johanna Davida Wyssa Szwajcarscy Robinsonowie.
- 1982: Lucy May (jap. Minami no niji no Lucy) – na podstawie powieści Phyllis Piddington Southern Rainbow.
- 1983: Anette (jap. Arupusu monogatari – Watashi wa Annette) – na podstawie powieści Patricii Saint John Skarby śniegu.
- 1984: Katri, girl of the meadows (jap. Makiba no shoujo Katri) – na podstawie powieści Auni Nuolivaary Paimen, piika ja emäntä.
- 1985: Mała księżniczka (jap. Shoukoujo Sara) – na podstawie powieści Frances Hodgson Burnett Mała księżniczka.
- 1986: Pollyanna (jap. Ai shoujo Pollyanna monogatari) – na podstawie powieści Eleanor H. Porter Pollyanna oraz Pollyanna dorasta.
- 1987: Małe kobietki (jap. Ai no wakakusa monogatari) – na podstawie powieści Louisy May Alcott Małe kobietki.
- 1988: Mały lord (jap. Shoukoushi Ceddy) – na podstawie powieści Frances Hodgson Burnett Mały lord.
- 1989: Piotruś Pan (jap. Peter Pan no boken) – na podstawie powieści Jamesa Matthew Barriego Przygody Piotrusia Pana.
- 1990: Tajemniczy opiekun (jap. Watashi no ashinaga ojisan) – na podstawie powieści Jean Webster Tajemniczy opiekun.
- 1991: Rodzina Trappów (jap. Trapp ikka monogatari) – na podstawie powieści Marii Augusty von Trapp Vom Kloster zum Welterfolg.
- 1992: Ōkusabara no chīsana tenshi Bush Baby (jap. 大草原の小さな天使　ブッシュベイビー Ōkusabara no chīsana tenshi busshubeibī)  – na podstawie powieści Williama Stevensona The Bushbabies.
- 1993: Wakakusa monogatari Nan to Jō-sensei (jap. 若草物語　ナンとジョー先生) – na podstawie powieści Louisy May Alcott Mali mężczyźni.
- 1994: Nanatsu no umi no Tico (jap. 七つの海のティコ Nanatsu no umi no tiko)
- 1995: Romeo no aoisora (jap. ロミオの青い空 Romio no aoisora) – na podstawie powieści Kurta Helda Die Schwarzen Brüder.
- 1996: Meiken Lassie (jap. 名犬ラッシー Meiken rasshī) – na podstawie powieści Erica Knighta Lassie, wróć.
- 1997: Ie naki ko Remi (jap. 家なき子レミ) – na podstawie powieści Hectora Malota Bez rodziny.
- 2007: Les misérables: Shōjo Cosette (jap. レ・ミゼラブル　少女コゼット Re mizeraburu shōjo kozetto) – na podstawie powieści Victora Hugo Nędznicy.
- 2008: Porphy no nagai tabi (jap. ポルフィの長い旅 Porufi no nagai tabi) – na podstawie powieści Paula-Jacques’a Bonzona Les Orphelins De Simitra.
- 2009: Kon’nichiwa Anne: Before Green Gables (jap. こんにちは アン　～Before Green Gables Kon’nichiwa An: Before Green Gables) – na podstawie powieści Budge Wilson Droga do Zielonego Wzgórza.

### Emisja w Polsce
W Polsce wyemitowano następujące seriale:
- Heidi (lata 80., TVP1; niemiecki dubbing, polski lektor).
- Mała księżniczka (1992-1993., TVP2, TV Polonia, TVP Regionalne; polski dubbing)
- Mały lord (początek lat 90., TVP2, TV Polonia, Porion, Twoja Miejska TV; polski dubbing)
- Tajemniczy opiekun (początek lat 90., TVP2; polski dubbing)
- Anette (początek lat 90., TVP2; polski dubbing na podstawie wersji włoskiej)
- Piotruś Pan (początek lat 90., TVP2; polski dubbing)
- Lucy May (lata 90., Polsat, Polsat 2, NTW; japoński dubbing, polski lektor)
- Rodzina Trappów (lata 90., Polsat 2, Polonia 1; włoski dubbing, polski lektor)
- Ania z Zielonego Wzgórza (lata 90., także później, TV4, Polsat Junior; angielski dubbing, polski lektor)
- Przygody Tomka Sawyera (lata 90., Nasza TV; angielski dubbing, polski lektor).